# 雲仙警察署
雲仙警察署（うんぜんけいさつしょ, Unzen Police Station）は、長崎県警察が管轄する警察署の一つ。

## 沿革
旧・小浜警察署
- 1876年（明治9年） - 南高来郡小浜村に「邏卒（らそつ）屯所」が設置。
- 1878年（明治11年）1月 - 長崎警察島原出張所が島原警察署に昇格し、「島原警察署小浜分署」が設置される。
- 1882年（明治15年）7月 - 「小浜警察署」として独立。所長以下13名が配置。駐在所8か所を設置。
- 1927年（昭和2年）12月11日 - 新庁舎が完成。
- 1948年（昭和23年）3月7日 - 旧警察法により、自治体警察として「小浜町警察署」が設置。
- 1952年（昭和27年）12月31日 - 小浜町警察署が廃止。
- 1953年（昭和28年）1月1日 - 国家地方警察として「長崎県小浜地区警察署」が設置。
- 1954年（昭和29年）7月1日 - 警察法改正により、「長崎県警察小浜警察署」に改称。
- 1957年（昭和32年）3月30日 - 新庁舎が完成。
- 1987年（昭和62年）8月20日 - 現在地に新庁舎が完成。

旧・国見警察署
- 1878年（明治11年） - 神代村乙331番地に「島原警察署西村分署」が設置。
- 1882年（明治15年）7月 - 西村分署を「神代（こうじろ）分署」に改称。
- 1923年（大正12年）6月 - 新庁舎が完成。
- 1926年（大正15年）7月1日 - 「神代警察署」として独立。
- 1948年（昭和23年）
  - 2月1日 - 旧警察法により、「南高地区警察署神代村巡査部長派出所」が設置。
  - 9月22日 - 旧・神代警察署に国家地方警察として「南高北地区警察署」が設置。
- 1951年（昭和26年）10月1日 - 警視署長に昇格。多比良町警察署を吸収し、「神代地区警察署」に改称。南高来郡多比良町には警部補派出所を設置。
- 1954年（昭和29年）7月1日 - （新）警察法により、「長崎県警察 神代警察署」に改称。
- 1957年（昭和32年）5月17日 - 町村合併により、「国見警察署」に改称。
- 1966年（昭和41年）3月31日 - 国見町神代乙275番地に新築庁舎が完成し、移転。

雲仙警察署
- 2006年（平成18年） - 国見警察署[1]と小浜警察署[2]が統合され、「雲仙警察署」となる。[3]
  - 旧小浜警察署庁舎が雲仙警察署に、旧国見警察署庁舎は雲仙北交番（幹部交番）となる。

## 組織[4]
- 署長（警視）
- 副署長（警部）
- 警務課
  - 警務係
  - 留置係
- 会計課
  - 会計係
- 地域課
  - 企画指導係
  - 地域第一係
  - 地域第二係
  - 地域第三係
- 生活安全課
  - 生活安全係
- 刑事課
  - 捜査第一係
  - 捜査第二係
  - 鑑識係
- 交通課
  - 交通係
- 警備課
  - 警備係

## 交番
- 雲仙北交番（雲仙市国見町神代乙275） : 旧国見警察署庁舎
- 多比良交番（雲仙市国見町土黒甲44-10）
- 愛野交番（雲仙市愛野町甲3964-2）
- 小浜交番（雲仙市小浜町北本町14）

## 警察官駐在所
- 吾妻警察官駐在所（雲仙市吾妻町牛口名628-3）
- 雲仙警察官駐在所（雲仙市小浜町雲仙320） : 旧雲仙交番、2006年（平成18年）に駐在所となった。
- 千々石警察官駐在所（雲仙市千々石町甲545）
- 北串警察官駐在所（雲仙市小浜町金浜1466-2） : 旧飛子警察官駐在所、2007年（平成19年）に移転、改称。
- 南串山警察官駐在所（雲仙市南串山町丙10537）

## 廃止された交番・駐在所
括弧内は所在地。右は廃止後に所管区が移された交番・駐在所を表す。
- 2006年（平成18年）
  - 大正警察官駐在所（雲仙市瑞穂町古部甲56-7） : 雲仙北交番
  - 西郷警察官駐在所（雲仙市瑞穂町西郷辛1053-5） : 雲仙北交番
  - 木指警察官駐在所（雲仙市小浜町北木指828） : 小浜交番
  - 北野警察官駐在所（雲仙市小浜町北野693-2） : 小浜交番